# Gilbert Barbier
Pour les articles homonymes, voir Barbier.
Gilbert Barbier, né le 3 mars 1940, à Amancey (Doubs), est un homme politique français. Maire de Dole de 1983 à 2008, il occupe les mandats de député et sénateur du Jura. Il est membre honoraire du Parlement depuis 2017.   

## Biographie

### Origines
Gilbert Barbier est né le 3 mars 1940, à Amancey (Doubs).

### Formation
Il étudie au lycée à Besançon (lycée Victor Hugo), où il fréquente la même classe que Jean-Pierre Chevènement, en 1950, puis à Rouen, où il suit son père, nommé inspecteur de la jeunesse et des sports en 1955. Il y passe son baccalauréat en 1957. Il étudie ensuite la médecine à l'Université de Caen, qu'il quitte en 1960 pour rejoindre celle de Besançon, au sein de laquelle il devient président de corporation, en 1963. Il en sort chirurgien.

### Carrière professionnelle
En 1969, Gilbert Barbier est chef de clinique et assistant des hôpitaux à Besançon. Il travaille ensuite aux Etats-Unis. En 1973, il devient chef du service de chirurgie générale du centre hospitalier général Louis Pasteur de Dole. Il continue d'exercer la chirurgie en dépit de ses mandats électoraux, et prend sa retraite en 2001.

### Parcours politique
Après une défaite aux élections municipales de Dole, en 1977, face au socialiste Jean-Pierre Santa Cruz, Gilbert Barbier prend sa revanche en remportant, sur ce dernier, sous l'étiquette UDF, le mandat de député dans la deuxième circonscription du Jura.
Candidat à sa succession, en 1981, il est battu par Jean-Pierre Santa Cruz, mais lui prend la mairie de Dole, deux ans plus tard, puis son siège de député du Jura en 1986. En 1988, Gilbert Barbier perd de nouveau la députation face à Jean-Pierre Santa Cruz, mais est réélu maire de Dole en 1989 et 1995, et retrouve son siège de député en 1993, en remportant l'élection face à Dominique Voynet. Il perd de nouveau son mandat de député en 1997, Dominique Voynet l'ayant battu.
Il est élu vice-président du conseil régional de Franche-Comté en 1998, puis est réélu en 2001 maire de Dole après que sa liste l’a emporté au premier tour face notamment à celle de Dominique Voynet. Il perd les élections municipales de 2008 face au socialiste Jean-Claude Wambst, mais demeure au conseil municipal, parmi l'opposition.
Il fonde en 1995 le Parti libéral indépendant jurassien, qu'il dissout rapidement. Il adhère ensuite à UMP lors de la fondation du parti, en 2002. Il soutient François Fillon pour la primaire de la droite de 2016.
En 2001, il est élu sénateur dans le Jura. Il est réélu en 2011. En mai 2017, il succède à Jacques Mézard, nommé au gouvernement, comme président du groupe parlementaire au Sénat Rassemblement démocratique et social européen, dont il est le seul membre à l'étiquette LR. Il ne brigue pas un nouveau mandat aux élections sénatoriales de 2017.